# Nya Elbetunneln

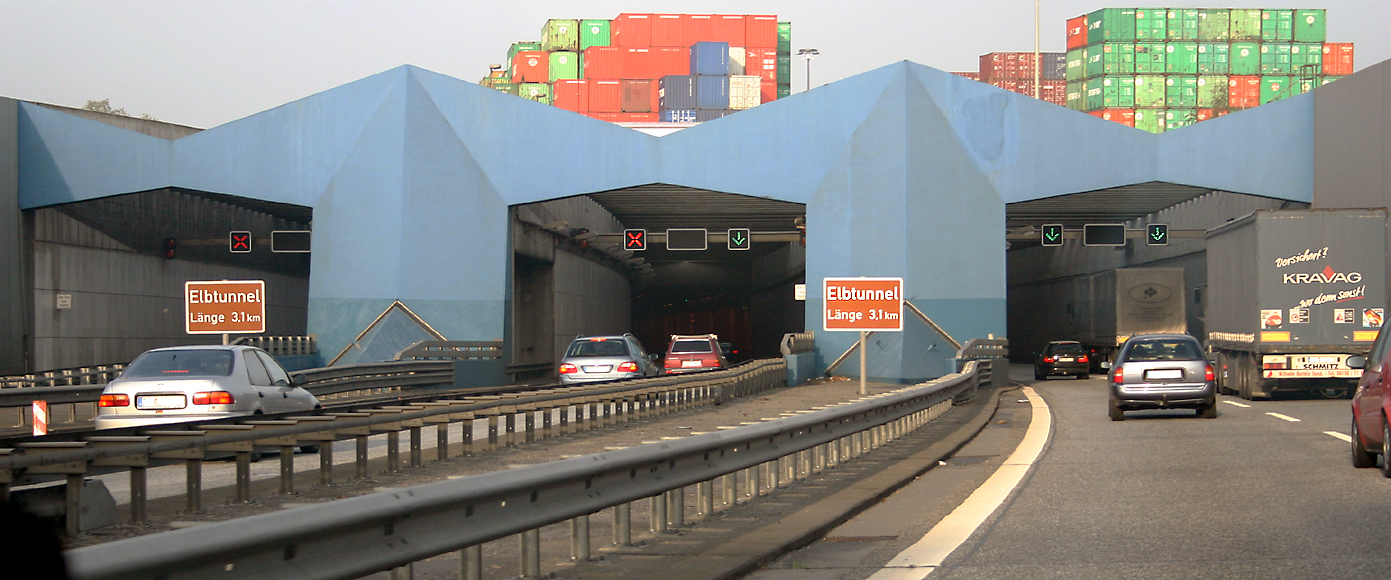
Nya Elbetunneln

Elbetunneln (tyska: Neuer Elbtunnel) är en tunnel under floden Elbe i Hamburg i Tyskland. Längden är 3325 meter varav 1056 m ligger direkt under flodbotten ca 28 meter under vattenytan.
Den äldre Elbetunneln byggdes redan 1911 och är en smalare vägtunnel under floden, där bilarna åker hiss ner till tunneln. Denna finns kvar än idag. Den nyare Elbetunneln byggdes i en första omgång med tre stycken vardera tvåfiliga tunnelrör 1968-1975 och utvidgades i slutet av 1990-talet med ytterligare ett fjärde - också tvåfiligt - tunnelrör, som togs i bruk hösten 2002.
Totalkostnaden för byggandet av de fyra tunnelrören uppgick till över en halv miljard euro. Till det fjärde tunnelröret användes en borrmaskin kallad TRUDE, Tief Runter Unter Die Elbe, vars borrkrona kan beskådas på Museum der Arbeit i Hamburg-Barmbek.
Tunneln kameraövervakas dygnet runt och med hjälp av ljussignaler kan övervakarna allt efter behov bestämma hur många av de totalt åtta filerna som ska användas i nord- respektive sydgående riktning.
Neuer Elbtunnel utgör en del av motorvägen A7 som sträcker sig från Ellund vid tysk-danska gränsen i norr och hela vägen ner genom Tyskland till Füssen vid Österrikiska gränsen. Tunneln är också en del av E45.